# BorWin gamma
BorWin gamma — офшорна трансформаторна платформа, яка повинна конвертувати отриману від вітрових електростанцій продукцію зі змінного у прямий струм для подальшої подачі на суходіл через кабель HVDC (ЛЕП прямого струму високої напруги). Введення об'єкту в експлуатацію очікується у 2019 році.
Об'єкт буде розташований в Північному морі у складі «боркумського» кластеру платформ HVDC (Боркум — один із Фризьких островів, від якого до району платформ майже сотня кілометрів). Втім, на відміну від перших двох станцій (BorWin alpha, BorWin beta), видача електроенергії буде організована по більш західному маршруту з кінцевим підключенням до наземної конвертерної підстанції Емден-Схід (тоді як лінії від BorWin alpha та BorWin beta завершуються на підстанції Diele південніше від Емдена).
Роботи почались у 2014-му з прокладання методом горизонтального буріння каналу для переходу кабелю через екологічно чутливу прибережну зону. За цим в 2015—2016 роках спорудили ділянку траси довжиною 29 км від згаданої вище наземної підстанції Емден-Схід до Hamswehrum на узбережжі естуарію Емсу, наступний відтинок через так зване Ваттове море, що відділяє материк від Фризьких островів (цю роботу виконав земснаряд BoDo Connector), та перші 30 км траси по мілководдю після островів (тут працювало судно Nostag 10). Нарешті, у 2017-му взялись за прокладання кабелю безпосередньо до майбутнього місця розташування платформи. Спершу вантажне судно Avonborg доставило з італійського порту Поццуолі до Емсгафена два кабелі довжиною по 65 км, тоді як інший суховантаж Mississippiborg доставив з норвезького Драммена оптоволоконний кабель, який прокладається разом з основною лінією. Avonborg пришвартували в одну лінію з кабелеукладальним судном Cable Enterprise, котре перемотало доставлений з Італії кабель на свої котушки. Що стосується вантажу з Норвегії, то його передачу до портового сховища та подальше завантаження на Cable Enterprise виконав плавучий кран Triton (частину оптоволоконної лінії завантажили на інше кабелеукладальне судно Atalanti).
Надбудову для обладнання («топсайд») конвертерної платформи BorWin gamma спорудять у Об'єднаних Арабських Еміратах. Звідти «топсайд» вагою 18 000 тонн доправлять на баржі до місця встановлення, де в районі з глибиною моря біля 40 метрів вже буде споруджена опорна основа («джекет»). Монтаж «топсайду» проведуть методом насуву (float-over). Роботи заплановано на 2018 рік.
Офшорні трансформаторні підстанції ВЕС Гое Зе та Глобаль-Тех I подаватимуть електроенергію на BorWin gamma під напругою 155 кВ. Остання перед конвертацією у прямий струм здійснюватиме підвищення напруги, оскільки головна лінія до наземної конвертерної підстанції працюватиме з показником 320 кВ.